# Кояново (Бірський район)
Коя́ново (рос. Кояново, башк. Ҡуян) — село (у минулому присілок) у складі Бірського району Башкортостану, Росія. Входить до складу Старобазановської сільської ради.
Населення — 130 осіб (2010; 132 у 2002).
Національний склад:
- росіяни — 54 %
- марійці — 35 %